# KylieX2008 (DVD)
A KylieX2008 az ausztrál énekesnő Kylie Minogue koncert DVD-je és Blu-ray lemeze, amit 2008. augusztus 2-án rögzítettek a londoni O2 Aréna-ban, az azonos című turné alatt. A DVD 2008. december 1-én jelent meg és egy teljes két órás koncertet, egy rövid dokumentumfilmet, színpadi háttérfelvételeket, konceptuális tervek, és egy fotógalériát tartalmaz.

## Számlista
1. „Speakerphone”
2. „Can’t Get You Out of My Head”
3. „Ruffle My Feathers”
4. „In Your Eyes”
5. „Heart Beat Rock”
6. „Wow”
7. „Shocked”
8. „Loveboat”
9. „Copacabana”
10. „Spinning Around”
11. „Like a Drug”
12. „Slow”
13. „2 Hearts”
14. „Sometime Samurai”
15. „Come into My World”
16. „Nu-di-ty”
17. „Sensitized”
18. „Flower”
19. „I Believe in You”
20. „On a Night Like This”
21. „Your Disco Needs You”
22. „Kids”
23. „Step Back in Time”
24. „In My Arms”
25. „No More Rain”
26. „The One”
27. „Love at First Sight”
28. „I Should Be So Lucky”